# Oshoek

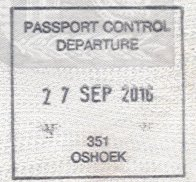
Tampon sur un passeport apposé au poste frontière d'Oshoek, Afrique du Sud.

Oshoek est un lieu-dit sud-africain, situé près de la localité de Hartebeeskop, dans la région de Mpumalanga. C'est le principal poste-frontière entre l'Afrique du Sud et l'Eswatini, ce dernier étant un territoire principalement enclavé dans celui du premier. Le poste frontière n'est ouvert que de 7h à minuit.

## Géographie et réseau routier
Côté sud-africain, Oshoek est le point de départ de la route nationale 17 qui se termine à Johannesburg. De l'autre côté de la frontière, en territoire swazi, se trouve la localité de Ngwenya qui mène à la capitale du pays, Mbabane, par la route MR3.

## Particularité
Située à proximité du parc national swazi Malolotja, la zone entourant Oshoek présente la particularité d'héberger une espèce endémique en « danger critique d'extinction », la plante Dioscorea strydomiana – dont il reste moins de 250 individus à la suite de son utilisation excessive pour des raisons médicales traditionnelles par les tribus Ebutsini locales –, classée en 2012 par l'UICN sur la liste des 100 espèces les plus menacées au monde.